# Wilczyniec (Poméranie-Occidentale)
Pour les articles homonymes, voir Wilczyniec.
Wilczyniec est une localité polonaise de la gmina mixte de Płoty, située dans le powiat de Gryfice en voïvodie de Poméranie-Occidentale. Elle se situe à environ 13 km au sud de la ville de Gryfice et à 63 km au nord-est de la capitale régionale Szczecin.

## Géographie

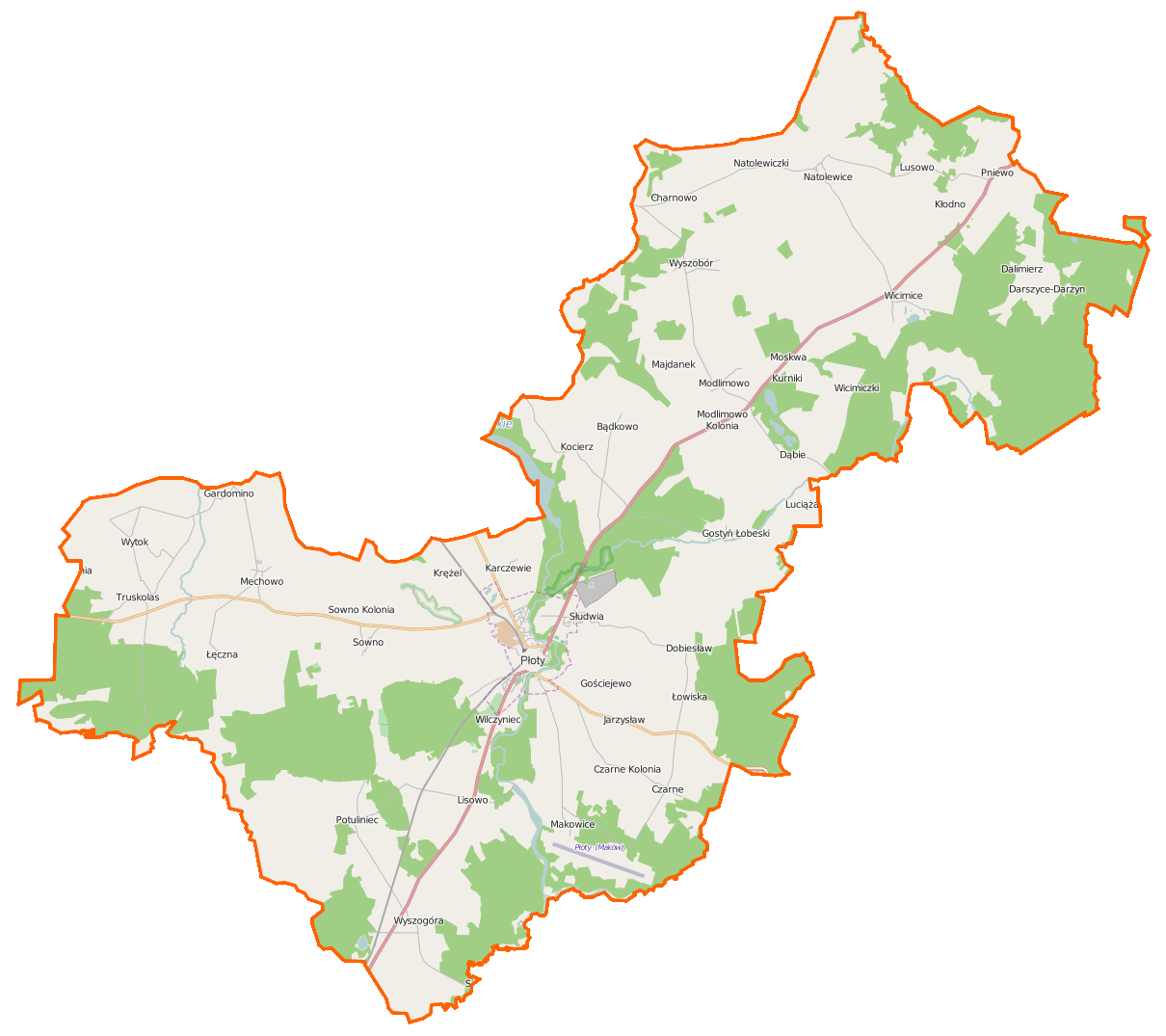
Carte de la gmina de Płoty.